# Frederic Masriera
Frederic Masriera i Manovens (Barcelona, 15 de abril de 1846-12 de diciembre de 1932) fue un forjador y orfebre español.

## Biografía

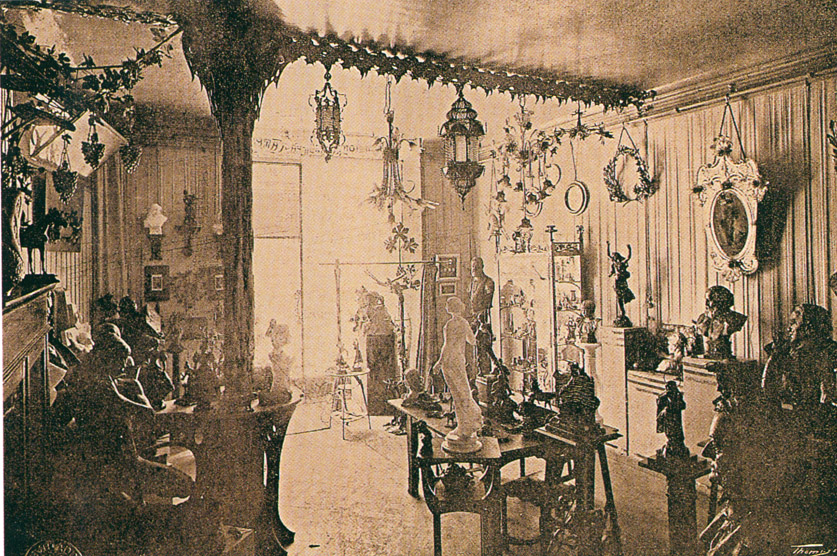
Tienda Masriera y Campins (1903)

Era hijo del platero Josep Masriera i Vidal y de Eulàlia Manovens i Roldós, y hermano de los pintores Francesc y Josep Masriera, así como tío del pintor y orfebre Lluís Masriera, hijo de Josep. Se formó como escultor y trabajó en el taller familiar de joyería como director comercial. Posteriormente, fue el responsable de la sección de fundición del taller de Francesc Vidal y Jevellí, donde se elaboró la estatua de Cristóbal Colón (1888). En 1891 creó su propia empresa, F. Masriera y Cía., hasta que en 1896 se asoció con su sobrino Antoni Campins y crearon el taller Fundición Artística Masriera y Campins, una de las empresas de fundición más exitosas de toda España en su momento. En su taller se forjó la estatua de Alfonso XII del parque del Retiro de Madrid.
El taller Masriera y Campins destacó en la técnica de la cera perdida, con la que elaboraron sus llamados «bronces de salón», unas pequeñas piezas de trazo escultórico para decoración, así como reproducciones de esculturas de Eusebi Arnau, Josep Llimona, Miguel Blay o Josep Reynés. También elaboraban diversos objetos, como rejas, luces y apliques de mobiliario. En muchos de estos diseños colaboró el hijo de Frederic, Víctor Masriera.
En 1902 abrieron una tienda para la comercialización directa de sus productos. En 1904 Campins creó su propia empresa, con lo que Masriera siguió en solitario, aunque a los dos años cerró la fundición.
Además de Víctor, tuvo otros dos hijos: Rossend, compositor y violinista; y Frederic, dibujante y caricaturista.